# José Miguel Asimbaya Moreno
José Miguel Asimbaya Moreno (ur. 31 października 1959 w Quito) – ekwadorski duchowny rzymskokatolicki, biskup polowy Ekwadoru od 2023.

## Życiorys
Święcenia prezbiteratu otrzymał 23 listopada 1989 i został inkardynowany do archidiecezji Quito. Pracował przede wszystkim jako duszpasterz parafialny, był też m.in. wikariuszem biskupim dla północy archidiecezji, administracyjnym wikariuszem generalnym oraz kanclerzem kurii.
31 stycznia 2023 otrzymał nominację na biskupa polowego Ekwadoru. Sakry udzielił mu 19 kwietnia 2023 nuncjusz apostolski w Ekwadorze – arcybiskup Andrés Carrascosa Coso.